# Gallicolumba rubescens
Gallicolumba rubescens là một loài chim trong họ Columbidae.